# Hyles centralasiae
Hyles centralasiae là một loài bướm đêm thuộc họ Sphingidae. Nó được tìm thấy ở miền đông Thổ Nhĩ Kỳ và Armenia phía đông across miền bắc Iraq, miền bắc Iran, miền nam Turkmenistan, các vùng núi of miền đông Uzbekistan and miền nam Kazakhstan to Tajikistan, Kyrgyzstan, Afghanistan and miền bắc Xinjiang in Trung Quốc.
Sải cánh dài 60-75mm. Nó giống với Hyles euphorbiae euphorbiae.
Ấu trùng ăn hoa và đầu hạt của Eremurus ở Tajikistan và Afghanistan.